# Lijst van albums van Bessy
Dit is een lijst van albums die verschenen rond de avonturen van Bessy. Het eerste deel zijn de albums die verschenen in de eerste reeks, het tweede deel bevat alleen albums van Bessy natuurkommando en het derde deel bevat de hertekende reeks.

## Albums
| Bessy - Eerste reeks | Bessy - Eerste reeks                         | Bessy - Eerste reeks |
| Nummer               | Titel                                        |                      |
| -------------------- | -------------------------------------------- | -------------------- |
| 1                    | Het geheim van Rainy Lake (1954)             |                      |
| 2                    | De laatste diligence (1954)                  |                      |
| 3                    | Het geheimzinnige spoor (1954)               |                      |
| 4                    | De pioniers (1954)                           |                      |
| 5                    | Het stalen ros (1955)                        |                      |
| 6                    | De schrik van Robson Rockies (1955)          |                      |
| 7                    | Wapiti Canyon (1955)                         |                      |
| 8                    | De angst van Bessy (1955)                    |                      |
| 9                    | Het gevaarlijke konvooi (1955)               |                      |
| 10                   | De spookhengst (1956)                        |                      |
| 11                   | De zwarte prins (1956)                       |                      |
| 12                   | De zwijgende getuige (1956)                  |                      |
| 13                   | De klopjacht (1956)                          |                      |
| 14                   | De gevangene der Witchinoks (1956)           |                      |
| 15                   | De wraak der Tecontas (1957)                 |                      |
| 16                   | Het teken van de Grote Geest (1957)          |                      |
| 17                   | De verboden jacht (1957)                     |                      |
| 18                   | De weerwraak (1957)                          |                      |
| 19                   | De koning van de nacht (1957)                |                      |
| 20                   | De hongersnood (1957)                        |                      |
| 21                   | Het laatste hertejong (1957)                 |                      |
| 22                   | De gouden vlinders (1957)                    |                      |
| 23                   | De weddenschap (1958)                        |                      |
| 24                   | De geheime lading (1958)                     |                      |
| 25                   | De spookstad (1958)                          |                      |
| 26                   | De verborgen buit (1958)                     |                      |
| 27                   | Het dodende dal (1958)                       |                      |
| 28                   | De onbekenden (1959)                         |                      |
| 29                   | Onrust in Redskin City (1959)                |                      |
| 30                   | De witte bever (1959)                        |                      |
| 31                   | De huilende rotsen (1959)                    |                      |
| 32                   | De vluchteling (1960)                        |                      |
| 33                   | De voorspelling (1960)                       |                      |
| 34                   | De strijdbijl (1960)                         |                      |
| 35                   | De drie pijlen (1960)                        |                      |
| 36                   | De verdwaalden (1961)                        |                      |
| 37                   | De hinderlaag (1961)                         |                      |
| 38                   | De vuurproef (1961)                          |                      |
| 39                   | De noodlottige tocht (1961)                  |                      |
| 40                   | De dans der slangen (1962)                   |                      |
| 41                   | De Pony Express (1962)                       |                      |
| 42                   | De hut der geesten (1962)                    |                      |
| 43                   | Rex, de wilde hond (1962)                    |                      |
| 44                   | Barry, de ontembare (1962)                   |                      |
| 45                   | De gijzelaars (1962)                         |                      |
| 46                   | Witte Bliksem (1963)                         |                      |
| 47                   | De grijze wagen (1963)                       |                      |
| 48                   | De heilige vlam (1963)                       |                      |
| 49                   | De reddende boodschap (1963)                 |                      |
| 50                   | De zwarte horde (1963)                       |                      |
| 51                   | Paniek in Watona (1964)                      |                      |
| 52                   | De kluizenaar (1964)                         |                      |
| 53                   | De vlucht (1964)                             |                      |
| 54                   | Moh-Wapi de gids (1964)                      |                      |
| 55                   | Het zilverspoor (1964)                       |                      |
| 56                   | De rode grot (1965)                          |                      |
| 57                   | De dorre vlakte (1965)                       |                      |
| 58                   | Op erewoord (1965)                           |                      |
| 59                   | De vallei der eekhoorns (1965)               |                      |
| 60                   | De zwarte scalp (1965)                       |                      |
| 61                   | De vuurdans (1966)                           |                      |
| 62                   | De vallei der geesten (1966)                 |                      |
| 63                   | Het losgeld (1966)                           |                      |
| 64                   | De ongewensten (1966)                        |                      |
| 65                   | De bizondoder (1966)                         |                      |
| 66                   | Het zingende zand (1966)                     |                      |
| 67                   | De verlaten ranch (1966)                     |                      |
| 68                   | De duivenjagers (1966)                       |                      |
| 69                   | Ponca-Ponca, de hondengod (1968)             |                      |
| 70                   | Het heilige paard (1968)                     |                      |
| 71                   | De verdwijning van Edelhert (1968)           |                      |
| 72                   | De grote trek (1968)                         |                      |
| 73                   | De muiters (1969)                            |                      |
| 74                   | Het onzichtbare wapen (1969)                 |                      |
| 75                   | Bessy's vreemde vriend (1969)                |                      |
| 76                   | Ajax, de dobberman (1969)                    |                      |
| 77                   | De ongenode gast (1969)                      |                      |
| 78                   | Offer aan de nacht (1969)                    |                      |
| 79                   | De wreker (1969)                             |                      |
| 80                   | Het hol van Krotax (1970)                    |                      |
| 81                   | Het wagengeweer (1970)                       |                      |
| 82                   | Sheriff in nood (1970)                       |                      |
| 83                   | De hel in het drijfzand (1970)               |                      |
| 84                   | Het geheim van Rhawik (1970)                 |                      |
| 85                   | Drie vlechten (1971)                         |                      |
| 86                   | De Californio (1971)                         |                      |
| 87                   | De adem der geesten (1971)                   |                      |
| 88                   | De bron (1971)                               |                      |
| 89                   | De overstroming (1971)                       |                      |
| 90                   | De ontvoering van Tali-Ya (1971)             |                      |
| 91                   | Corvo de raaf (1972)                         |                      |
| 92                   | De hertenjagers (1972)                       |                      |
| 93                   | De eenzame bizon (1972)                      |                      |
| 94                   | Het verborgen wapen (1972)                   |                      |
| 95                   | De vakman (1972)                             |                      |
| 96                   | Kwang, de bergbever (1972)                   |                      |
| 97                   | De Pratt-school (1972)                       |                      |
| 98                   | De degen der vrede (1972)                    |                      |
| 99                   | De squatters (1972)                          |                      |
| 100                  | Vogelvrij (1972)                             |                      |
| 101                  | Diamond-R                                    |                      |
| 102                  | Kid, de Apache                               |                      |
| 103                  | De ramp van Miles City                       |                      |
| 104                  | Mike Defflings goud                          |                      |
| 105                  | De beverdam                                  |                      |
| 106                  | Klinga van de Lynxen                         |                      |
| 107                  | De blanke Sjamaan                            |                      |
| 108                  | Het fantoom van de Duivelsmesa               |                      |
| 109                  | De schoolmeester                             |                      |
| 110                  | Murphi, de reus                              |                      |
| 111                  | De vossenfarm                                |                      |
| 112                  | De Papagokalender                            |                      |
| 113                  | Bij de ivoorjagers                           |                      |
| 114                  | De opgejaagden                               |                      |
| 115                  | De hagedisseneters                           |                      |
| 116                  | De berglopers                                |                      |
| 117                  | De grote blanke vader                        |                      |
| 118                  | De Greenhorns                                |                      |
| 119                  | Edelherts eer                                |                      |
| 120                  | Het brandende water                          |                      |
| 121                  | De Texaan                                    |                      |
| 122                  | De spooktrein                                |                      |
| 123                  | Lobo en Blanca                               |                      |
| 124                  | De uittocht                                  |                      |
| 125                  | Zarak, de rode poema                         |                      |
| 126                  | Barry, de kleine wolf                        |                      |
| 127                  | Ondergang in de grot                         |                      |
| 128                  | De ontsnapte                                 |                      |
| 129                  | De wereld van de duisternis                  |                      |
| 130                  | Wie is mijn moordenaar                       |                      |
| 131                  | De verdwaalden                               |                      |
| 132                  | De wraak der woestijn                        |                      |
| 133                  | De keuze                                     |                      |
| 134                  | De gouden rots                               |                      |
| 135                  | Het gebied van de Orscha                     |                      |
| 136                  | Tragedie van de kustindianen                 |                      |
| 137                  | In het spoor van de eland                    |                      |
| 138                  | Otterstaart en zijn vriend de otter          |                      |
| 139                  | De karavaan                                  |                      |
| 140                  | Muiterij                                     |                      |
| 141                  | Vlucht door de hel                           |                      |
| 142                  | De getuige                                   |                      |
| 143                  | De duivelsdans                               |                      |
| 144                  | De verdwenen kudde                           |                      |
| 145                  | De ongewenste spoorlijn                      |                      |
| 146                  | De gevangene van Fort North Point            |                      |
| 147                  | Bestorming over Red River Town               |                      |
| 148                  | Het vreemde S.O.S.-bericht                   |                      |
| 149                  | De wraak van de poema                        |                      |
| 150                  | Vlucht van Kleine Eenhoorn                   |                      |
| 151                  | Golo                                         |                      |
| 152                  | De alligator-poel                            |                      |
| 153                  | Ontmoeting met Kleine Bever                  |                      |
| 154                  | Pioniers voor Picket-City                    |                      |
| 155                  | De gemaskerde ruiter met het flitsende paard |                      |
| 156                  | Het geheim van het reizende circus           |                      |
| 157                  | Illegale paardenhandel                       |                      |
| 158                  | Het gekwetste paard                          |                      |
| 159                  | De talisman                                  |                      |
| 160                  | De zeehonden                                 |                      |
| 161                  | De snelle ruiter                             |                      |
| 162                  | Raaf, een moedige Cayuse-jongen              |                      |
| 163                  | Edelherts visioen                            |                      |
| 164                  | Voor de redding van de sachem                |                      |

| Bessy natuurkommando | Bessy natuurkommando      | Bessy natuurkommando |
| Nummer               | Titel                     |                      |
| -------------------- | ------------------------- | -------------------- |
| 1                    | De rubberjagers           |                      |
| 2                    | Het verboden eiland       |                      |
| 3                    | De nacht van de schildpad |                      |
| 4                    | Digit                     |                      |
| 5                    | Dian                      |                      |
| 6                    | Club caribbean            |                      |
| 7                    | Gebroken pijl             |                      |
| 8                    | Water                     |                      |
| 9                    | De wilde jager            |                      |
| 10                   | Olie op de golven         |                      |
| 11                   | Bij nacht en ontij        |                      |
| 12                   | De nacht van de ooievaar  |                      |
| 13                   | El condor pasa            |                      |
| 14                   | De gevleugelde plaag      |                      |
| 15                   | De loonslaven             |                      |
| 16                   | Doodsgoud                 |                      |
| 17                   | Sporen in de sneeuw       |                      |
| 18                   | De heren van het woud     |                      |
| 19                   | Met huid en haar          |                      |
| 20                   | Apsara                    |                      |
| 21                   | Het wolvendorp            |                      |
| 22                   | De jungle van Manhattan   |                      |
| 23                   | De mijn                   |                      |

| Bessy - derde reeks | Bessy - derde reeks          | Bessy - derde reeks |
| Nummer              | Titel                        |                     |
| ------------------- | ---------------------------- | ------------------- |
| 1                   | De pioniers                  |                     |
| 2                   | Het geheim van Rainy Lake    |                     |
| 3                   | De laatste diligence         |                     |
| 4                   | Het geheimzinnige spoor      |                     |
| 5                   | Het stalen ros               |                     |
| 6                   | De schrik van Robson Rockies |                     |
| 7                   | Wapiti Canyon                |                     |
| 8                   | De zwijgende getuige         |                     |

In het Duitse taalgebied zijn er nog honderden meer albums van Bessy verschenen. Veel van de verhalen daar waren bandwerk, vaak gaat het om verhalen van Karl May waarin de kopjes van de personages van Old Shatterhand en Winnetou zijn overtekend. Uitgeverij Adhemar heeft uit deze selectie de veertig nog meest toonbare albums uitgegeven in zwart-wit.
1. De god van het vuur
2. De trappers van de Berenvallei
3. In de val van de Mensenjager
4. De ontvoering van Tali-Ya
5. De gestolen huifkar
6. De paardedieven
7. De terugkeer
8. Paard zonder ruiter
9. Andy's verjaardag
10. Manège Walter
11. Amos Raid
12. Black Diamond
13. Broederstrijd
14. Het grijze monster
15. Een vreemde vogel
16. Chief Chato
17. De cycloop
18. De premiejagers
19. De verkeerde man
20. De vlucht over het water
21. De mandarijn
22. De spookfarm
23. De wanhoopsdaad
24. De schat van de Pueblo Indianen
25. Het medicijn
26. De bedreigde karavaan
27. De verdwenen pelswerkers
28. Het zoete kruid
29. De gebroken lans
30. De uitwisseling
31. De rode halsdoeken
32. De verkeerde prooi
33. De wagen van de dood
34. Het speelhol
35. De blauwe sjamaan
36. Rond het Athabascameer
37. Getuige ten 'laste
38. De wolvenzon
39. De laatste koerier
40. De vurige diligence

In de eerste reeks werden de eerste 68 titels uitgegeven in zwart-wit. Vanaf nummer 69, Ponca-Ponca de Hondengod, werd de reeks ingekleurd en compleet gerestyled. Op dat ogenblik waren er echter nog zes verhalen in zwart-wit verschenen in voorpublicatie in de krant, waarvan het eerste verhaal, De brandende wigwams, op de laatste albums voor nr. 68 werden aangekondigd. De zes resterende titels werden in de periode 2002-2010 uitgegeven door Brabant Strip in de Fenix-reeks.
1. De brandende wigwams
2. De lederen lasso
3. De zilveren colt
4. De spoorzoeker
5. De laatste bron
6. Het graf in de prairie